# Quận Calhoun, Florida
Quận Calhoun là một quận thuộc tiểu bang Florida, Hoa Kỳ. Quận lỵ đóng ở Blountstown6. 
Dân số theo điều tra năm 2000 của Cục điều tra dân số Hoa Kỳ là 13017 người.

## Địa lý
Theo Cục điều tra dân số Hoa Kỳ, quận này có diện tích 1487 km2, trong đó có 18 km2 là diện tích mặt nước.